# Королівство кривих дзеркал (фільм)
«Королівство кривих дзеркал» (рос. Королевство кривых зеркал) — радянський кольоровий художній фільм-казка, поставлений на Кіностудії ім. М. Горького в 1963 році режисером Олександром Роу за однойменною повістю Віталія Губарева.

## Сюжет
Королівство кривих дзеркал  — казкове королівство задзеркалля. Імена жителів цього королівства — це дзеркальні відображення загальних імен. Основна політика королівства — виготовлення кривих дзеркал, в яких:
- потворні здаються гарними, а красиві, навпаки, — потворними;
- молоді здаються старими, а старі — молодими;
- голодні та виснажені виглядають квітучими й вгодованими;
- а ситі й огрядні здаються стрункими та худенькими.

Такий стан справ якнайкраще влаштовує злих і брехливих багатіїв, які узурпували владу. Їм вигідно, щоб все інше населення країни бачило реальність в спотвореному вигляді. Країною править король Йагупоп (ананім від Попугай, «Папуга») 77-й. І хоча влада належить його предкам вже багато поколінь, насправді від імені короля країною керують представники найбагатших і найвпливовіших родин. Це найголовніший міністр Абаж (Жаба, «Ропуха») і найголовніший міністр Нушрок (Коршун, «Шуліка»). Обидва вони, як і дочка Нушрока, красуня Анідаг (Гадина), вважали за краще б царювати особисто. До цієї мети вони здатні йти по головах союзників. Наприклад, Анідаг, змовившись з Абажем, погоджується отруїти свого батька. Нушрок намагається отруїти Абажа, а той, своєю чергою, — Анідаг.
Єдине дзеркало, яке відображає справжню реальність, знаходиться в тронному королівському залі. Стоячи перед ним, король віддає важливі державні накази. Але незадоволені такою політикою слуги та бідні люди мріють про зміну політичного ладу, і дзеркальники королівства починають таємно виготовляти прямі дзеркала. Юного дзеркальника Гурда (Друга), який відмовляється робити криві дзеркала і розбив вже одне готове, засуджують до смертної кари, в очікуванні якої він заточений у Вежу смерті.
Головна героїня фільму, третьокласниця-піонерка Оля, яка вічно не слухається свою бабусю, прибріхує, вередує і лінується. Бабуся, нарікаючи на внучку, примовляє:
«Ех, онуко, онуко! Якщо б ти могла подивитися на себе зі сторони!»
Погнавшись за котом Барсиком, який втік через чарівне дзеркало, Оля потрапляє в Королівство кривих дзеркал, де стикається зі своїм відображенням — дівчинкою, на ім'я Яло. Розшукуючи кота і його відображення, дівчатка стають свідками арешту дзеркальників Гурда і вирішують визволити хлопчика з Вежі смерті. Для цього їм треба заволодіти Королівським ключем — символом королівської влади. Ключ існує у двох примірниках: один — у короля, інший — у найголовнішого міністра Абажа.
У критичній ситуації Оля стає більш відповідальною і вимогливою до себе, а Яло втілює всі її недоліки: неуважність, лінь, надмірну любов до солодкого, неакуратність і боязкість. Проникнувши до палацу за допомогою кухарки тітоньки Аксал (Ласка), дівчинки, переодягнувшись в пажів і видавши себе за хлопчиків, викрадають Ключ. Викравши королівську карету, вони їдуть рятувати Гурда, але біля Вежі смерті Яло виявляє, що Ключ пропав. Оля вирішує дістати другий Ключ, однак на шляху до Абажа їх зустрічає Анідаг і заманює в замок Нушрока, розташований на високій скелі над морем.
Оля тікає з замку, стрибнувши через вікно в море, а Яло, що побоялася стрибнути, кидають в підвал замку, де вона випадково знаходить підземний хід, по якому добирається до житла Абажа. Через потайні двері вона спостерігає за сваркою Абажа з Нушроком і Анідаг. Скориставшись зручним моментом, Яло заволодіває Ключем.
Після запаморочливої гонитви, в якій їм допомагає Бар (Раб) — кучер Анідаг, дівчинки звільняють Гурда. Виявляється, Яло не втрачала другий ключ, а просто через неуважність не знайшла його у себе в кишенях. Оля, Яло і Гурд, перебуваючи на Вежі смерті, співають піонерську пісню «Флажок», почувши її, Йагупоп стає папугою, тому що «відкоролював», Нушрок перетворюється в шуліку, і Бар вбиває його каменем, Анідаг перетворюється в змію, а Абаж — в ропуху.
Оля знову опиняється вдома, перед дзеркалом. «Подивившись на себе з боку» (тобто поспілкувавшись зі своїм відображенням), вона виправляється, чим нескінченно дивує і радує свою бабусю.

## У ролях
- Ольга Юкіна —  головна героїня фільму Оля
- Тетяна Юкіна —  двійник Олі — Яло
- Тетяна Баришева —  бабуся Олі
- Андрій Стапран —  Гурд
- Іван Кузнецов —  Бар
- Тамара Носова —  тітонька Аксал
- Анатолій Кубацький —  король Йагупоп 77-й
- Аркадій Цінман —  найголовніший міністр Абаж
- Андрій Файт —  найголовніший міністр Нушрок
- Лідія Вертинська —  дочка Нушрока Анідаг
- Георгій Мілляр —  найголовніший церемоніймейстер / вдова королева / 1-й візник
- Павло Павленко —  найголовніший церемоніймейстер
- Олександр Хвиля —  королівський обер-кухар
- Віра Алтайська —  Асирк
- Валентин Брилєєв —  тамбурмажор / 2-й візник
- Валентина Куценко — дама з «променадом»

## Знімальна група
- Автори сценарію: Віталій Губарєв, Лев Аркадьєв
- Режисер-постановник: Олександр Роу
- Оператори: Василь Дульцев, Леонід Акімов
- Художники: Арсеній Клопотовський, Олександр Вагічев
- Композитор: Аркадій Філіпенко
- Звукооператор: Анатолій Дикан